# Grève générale de 1926 au Royaume-Uni
Vous lisez un « bon article » labellisé en 2011.

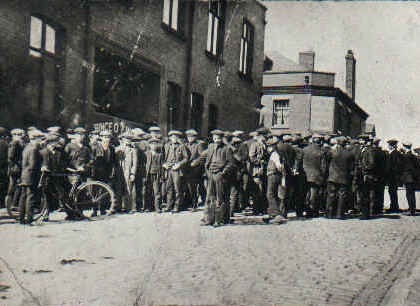
Mineurs grévistes lors de la grève générale de 1926.

La grève générale de 1926 au Royaume-Uni fut un mouvement social de grande ampleur qui opposa le monde ouvrier britannique au patronat et au gouvernement conservateur de Stanley Baldwin. Le conflit, déclenché le 3 mai par le Trade Union Congress (TUC) à la suite des négociations infructueuses, portait sur le salaire des mineurs, que les propriétaires des houillères souhaitaient diminuer.
La large mobilisation des travailleurs britanniques comme celle des opposants à la grève — issus des milieux privilégiés de la société britannique — surprit des élites syndicales rapidement effrayées par l'ampleur du mouvement comme par les forts antagonismes de classe qu'il révéla. Confrontés en outre à une propagande gouvernementale agressive orchestrée par Winston Churchill, les dirigeants syndicaux du TUC, travaillés par une profonde tendance réformiste, cherchèrent très vite à sortir d'un conflit qui leur échappait. Le 12 mai, après neuf jours de grève, ils appelèrent à la fin du mouvement dans ce qui s'apparenta à « une capitulation pure et simple ». Cet échec ne fut pas sans conséquences sur les évolutions ultérieures du syndicalisme britannique.

## Les racines du mouvement: la question des charbonnages

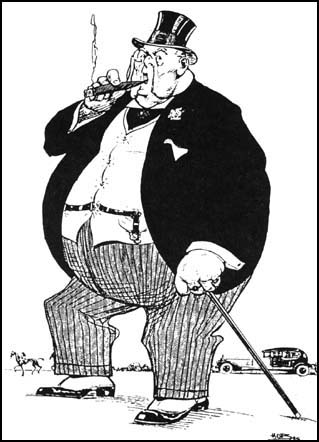
The Subsidised Mineowner - Poor Beggar !
« Un propriétaire de mine à subventionner : pauvre mendiant ! » publié dans le Trade Union Unity Magazine (1925)

### Une industrie en déclin

#### Une productivité structurellement déclinante
Le conflit prit naissance dans le secteur des charbonnages. La rentabilité de ce secteur historique du développement industriel britannique était en effet de moins en moins assurée depuis la fin de la Première Guerre mondiale, notamment du fait du sous-investissement des compagnies. La faible compétitivité du charbon britannique était en effet ancienne, avec une productivité déclinante (de 310 tonnes par an et par mineur dans les années 1880, elle était d'abord tombée à 247 tonnes au début du siècle pour atteindre 199 tonnes au début des années 1920), des structures archaïques et des salaires relativement élevés négociés par les mineurs lors de leur mobilisation pour soutenir l'effort de guerre britannique de 1914-1918. La situation se dégrada peu à peu jusqu'en 1925, où la menace qui pesait sur les mineurs se fit nettement plus précise.

#### Une conjoncture peu favorable: monnaie forte et prix mondiaux faibles
En effet, deux facteurs soulignèrent cette année-là la fragilité et le manque de compétitivité de l'industrie charbonnière britannique. Le charbon britannique connut des difficultés pour trouver sa clientèle d'abord par son incapacité à suivre la tendance des prix mondiaux, orientés à la baisse cette année-là : en effet, les cours du charbon sur le marché mondial, après avoir augmenté du fait de l'occupation de la Ruhr (1923-1924), connurent une nette chute en 1925, du fait du plan Dawes qui, avec comme objectif de régler le problème de l'hyperinflation allemande lié au paiement des réparations de guerre, avait instauré un paiement « en nature », notamment en charbon, en 1925.
D'autre part, le retour à l'étalon-or engagé par Winston Churchill en 1925, en maintenant une livre forte et en renchérissant de ce fait le prix du charbon britannique relativement au prix mondial, acheva de rendre très difficiles les exportations de charbon britannique tout en pénalisant les entreprises du pays du fait des taux d'intérêt élevés qu'il impliquait.

### Volonté patronale de baisser les salaires et concession gouvernementale

#### Des tensions sociales grandissantes
Dès lors, les sociétés minières, confrontées à une baisse conjointe de la production et des profits, envisagèrent de restaurer leur compétitivité, grevée notamment par la réévaluation de la livre sterling, en imposant à leurs ouvriers à la fois une baisse de salaire (de -13 à -48 % selon les compagnies) et une augmentation de leur temps de travail (qui devait revenir à la situation d'avant 1919 en passant de sept à huit heures journalières).
Lorsque les exploitants de mines firent part de leur intention de réduire les salaires, le Syndicat des mineurs (Miners Federation), sous la houlette du « militant enflammé haï du patronat et adoré des ouvriers » Arthur J. Cook, annonça sa volonté de s'y opposer par tous les moyens, y compris la grève générale, annoncée pour juillet : le Trade Union Congress (TUC) avait en effet promis aux mineurs de les soutenir dans leur lutte en engageant les autres professions dans la grève, ce qu'ils avaient refusé de faire quatre ans plus tôt, le 15 avril 1921 (Black Friday). L'Union Nationale des Cheminots et la Fédération des Travailleurs des Transports s'étaient notamment engagées à empêcher le transport du charbon. Par ailleurs, dans toute la première moitié des années 1920, une série de grèves avait secoué l'industrie minière. Les principales revendications s'opposaient au projet patronal de réduction des salaires, mais elles réclamaient aussi une nationalisation des houillères.

#### LeRed Friday
Confronté à cette menace de grève générale et aux conclusions d'une commission d'enquête gouvernementale qui donnait raison aux mineurs, le gouvernement, dirigé par le conservateur Stanley Baldwin, choisit de temporiser, d'une part en accordant une subvention de neuf mois pour maintenir les salaires, d'autre part en lançant une enquête parlementaire, dirigée par Herbert Samuel, pour examiner les solutions possibles à la crise à partir de septembre 1925.
Cette décision gouvernementale du jeudi 31 juillet 1925 fut qualifiée de Red Friday (« Vendredi rouge »), dans la mesure où elle fut alors perçue comme une victoire importante de la solidarité ouvrière et du socialisme face au gouvernement et au capitalisme. Mais loin de profiter uniquement aux ouvriers, cette subvention provisoire permit surtout au gouvernement et au patronat de se préparer au conflit à venir, au cas où le compromis avancé par la commission Samuel serait refusé par les mineurs : le gouvernement conservateur « organisait la riposte en même temps qu'il jouait les médiateurs ». Dans ce but, le gouvernement incarcéra par exemple préventivement les dirigeants du Parti communiste, sous prétexte qu'ils conspireraient contre la nation. Herbert Smith, un des leaders de la Miners Federation of Great Britain, percevait d'ailleurs bien que le Red Friday n'était qu'un triomphe provisoire, puisqu'il déclara à cette occasion : « Ne crions pas victoire, ce n'est qu'un armistice » (« We have no need to glorify about victory. It is only an armistice »).

### Le rapport Samuel

Herbert Samuel

#### Une volonté de réforme du secteur des houillères
Le rapport publié par la commission Samuel le 31 mars 1926, s'il rejetait l'idée de la nationalisation des houillères (solution préconisée par la commission Sankey en 1919 mais qui avait été rejetée par le premier ministre de l'époque, David Lloyd George), avait par plusieurs aspects de quoi satisfaire les syndicats. Il proposait ainsi de nationaliser non les houillères elles-mêmes, mais les royalties perçus par les propriétaires du sous-sol. Il soulignait surtout la carence des houillères en matière d'investissement et la vétusté des installations, défauts à l'origine de la chute de productivité des mineurs britanniques, des maladies professionnelles qui les frappaient comme des nombreux accidents du travail dont ils étaient victimes (à cette époque, quatre hommes mouraient au fond de la mine toutes les 24 heures). Le rapport proposait d'améliorer conjointement la productivité et les conditions de travail des mineurs : mécanisation de la production, multiplication des bâtiments de surface (douches, vestiaires…), concentration industrielle par regroupement des puits (on compte alors 1 500 compagnies différentes pour 3 000 puits au Royaume-Uni). Il rejetait en outre le principe d'une augmentation du temps de travail des mineurs.
Cependant, si le rapport Samuel préconisait la mise en place de procédures de concertation entre employeurs et salariés ainsi qu'une négociation globale des salaires à l'échelle nationale, il recommandait également une réduction des salaires d'environ 10 % en vue de maintenir les profits des entreprises.

#### L'échec des négociations
À la suite de la publication du rapport de la commission Samuel, les négociations s'ouvrirent en avril et les exploitants annoncèrent leur volonté d'imposer un allongement de la durée de travail quotidienne et des réductions de salaires allant de 10 à 25 % selon les régions. La Miners Federation of Great Britain (MFGB) refusa les baisses de salaires et les négociations au niveau régional, usant du slogan « Pas un centime de moins sur la paie et pas une seconde de plus par jour » (« Not a penny off the pay, not a second on the day »).
Tout aussi déterminées, les compagnies minières organisèrent un lock-out le 30 avril (pratique par laquelle les employeurs empêchaient les mineurs de travailler pour épuiser leurs économies et leur imposer des conditions de travail plus dures) pour faire plier les syndicats, lesquels répondirent par un appel à la grève générale.

## La grève générale

### Mobilisation ouvrière et réserves des syndicats

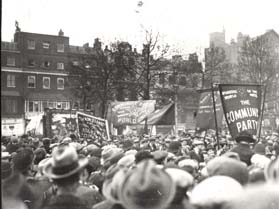
Manifestation à Hyde Park.

#### Un engagement enthousiaste et massif de la base ouvrière
Le 1er mai 1926, le TUC, par la voix d'Ernest Bevin, annonça pour le 3 mai à minuit un débrayage général en soutien aux mineurs. Entre le 1er et le 3 mai, d'ultimes tentatives de négociations entre gouvernement, syndicats et patronat ne débouchèrent sur aucun accord, du fait de la tension sociale et de l'intransigeance des deux parties en conflit. Les antagonismes de classes étaient alors très puissants : les ouvriers étaient tout aussi déterminés au combat que les cercles patronaux et conservateurs qui tenaient à « donner une leçon aux trade-unions, voire à les briser ». La tension n'était pas limitée au secteur des mines : par exemple, à la dernière minute avant l'impression de l'édition du 3 mai du Daily Mail, les ouvriers imprimeurs refusèrent de publier un éditorial hostile à la grève générale intitulé For King and Country (« Pour le roi et pour le pays »), dans la mesure où on pouvait y lire qu'« une grève générale n'est pas un conflit confiné à un secteur de l'industrie mais représente une menace pour le gouvernement et l'État de droit ».
Le mouvement rencontra immédiatement un grand succès : le 4 mai 1926, le nombre de grévistes était compris entre 1,5 et 1,75 million. Le chiffre de trois millions de grévistes fut rapidement atteint et le pays paralysé : transports, gaz, électricité, industrie métallurgique et chimique, mines, docks, bâtiment et presse n'étaient plus en mesure de produire. Comme le souligne François-Charles Mougel, « la solidarité ouvrière et syndicale fut alors sans faille ».

#### Un appareil syndical plus réticent à un engagement total
L'ampleur de la mobilisation surprit autant le gouvernement que le TUC. Ce dernier souhaitait mettre en place une stratégie d'entrée en grève progressive des différents secteurs, en maintenant en réserve les électriciens et surtout les ouvriers des industries navales et métallurgiques de la région de Glasgow (la « Clyde rouge »). Il se révéla en fait largement débordé par l'enthousiasme de la base ouvrière du pays, qui engagea le conflit plus rapidement que prévu.
Le TUC, et notamment les plus modérés de ses dirigeants (le secrétaire général du TUC James Henry Thomas, le secrétaire général du Syndicat des transporteurs Ernest Bevin), était en fait nettement plus circonspect que la plupart des grévistes, tout comme d'ailleurs le parti travailliste, qui certes soutenait le mouvement mais resta pour l'essentiel en retrait. Les réticences du TUC à utiliser le terme de grève « générale », expression « appartenant fâcheusement au vocabulaire du syndicalisme révolutionnaire », plutôt que celui de grève « nationale », est de ce point de vue symptomatique. Soucieux de ne pas prêter le flanc aux critiques des opposants à la grève générale qui décelaient dans cette action une volonté révolutionnaire inspirée de l'exemple soviétique, les dirigeants du TUC tentèrent par exemple de limiter la mobilisation des grévistes aux industries clés telles que les chemins de fer, l'imprimerie, les docks et la métallurgie, ou refusèrent un don substantiel des syndicats soviétiques.

### Bataille de l'opinion et antagonismes sociaux

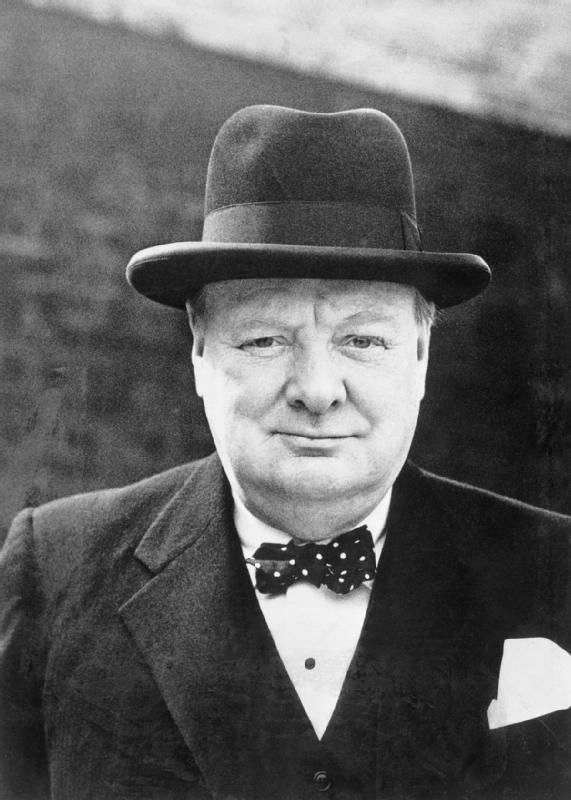
Winston Churchill

#### Un enjeu capital pour le gouvernement: obtenir le soutien de l'opinion publique
De fait, le gouvernement consacra beaucoup d'énergie à discréditer le mouvement. Il se lança, de manière inédite à ce niveau, dans « une véritable guerre des ondes et des médias » visant à susciter chez les Britanniques la crainte que le mouvement se métamorphose en révolution sociale et politique de grande ampleur, ce qui permettait, « en présentant la grève comme une menace pour les institutions démocratiques, d'évacuer le problème économique qui en était la cause ». Le chancelier de l'Échiquier de l'époque, Winston Churchill, fut de ce point de vue à la pointe du combat (davantage que Stanley Baldwin, plus conciliant) : il prit à cette occasion la direction d'un journal gouvernemental, The British Gazette, improvisé d'une part pour suppléer la disparition de la plupart des titres de presse faute d'ouvriers pour les imprimer, d'autre part pour faire pièce au British Worker qui soutenait le mouvement.
Churchill tenta ainsi de jeter l'opprobre sur les grévistes en posant comme alternative : « soit le pays va briser la grève générale, soit la grève générale va briser le pays ». Emporté par sa passion et « la tentation récurrente chez lui de camper pour la postérité un rôle épique », Churchill se manifesta à cette occasion par son agressivité et ses outrances, faisant du journal qu'il dirigeait « une feuille de propagande au service du pouvoir ». Il employa ainsi à plusieurs reprises des métaphores guerrières pour caractériser le conflit en cours (« Nous sommes en guerre. Il faut aller jusqu'au bout ») et entra même en conflit avec le directeur général de la BBC de l'époque, John Reith, qui refusait que sa station, déjà mise à contribution pour relayer le discours gouvernemental, le fasse sur un ton plus agressif.

#### Exacerbation des antagonismes de classes et légalisme ouvrier
Ces tentatives opposées du TUC et du gouvernement d'orienter l'opinion publique entraînèrent rapidement une scission en son sein, essentiellement en fonction de l'extraction sociale des individus concernés. D'un côté, les ouvriers furent ulcérés des accusations grandiloquentes du gouvernement et notamment de Churchill (dont l'image fut écornée pour longtemps au sein des catégories populaires) : de ce point de vue, la propagande qui se déployait dans la British Gazette fit beaucoup, par sa démesure, pour souder les grévistes, compliquant les manœuvres de Baldwin pour détacher du mouvement ceux des dirigeants du TUC qui, plus modérés, souhaitaient mettre fin à un conflit qui leur échappait et les effrayait,.
D'un autre côté, la bataille de l'opinion fut clairement gagnée par le gouvernement en ce qui concerne les classes moyennes. Ces dernières, pour une part dès avant le conflit d'ailleurs, soutinrent majoritairement le gouvernement, considérant l'action des grévistes comme une atteinte au processus démocratique visant à instaurer le communisme en Grande-Bretagne. De fait, nombreux étaient ceux à craindre le développement sinon d'un processus de type insurrectionnel, du moins un affrontement social violent entre les élites économiques du pays et le peuple ouvrier. C'était notamment le cas de George V lui-même, qui préconisa une politique conciliante de la part du gouvernement en déclarant par exemple : « Essayez donc de vivre avec leur salaire avant de les juger » (« Try living on their wages before you judge them »). De son côté, l'archevêque de Cantorbéry Davidson tenta de publier un appel à la conciliation lancé à l'intention du gouvernement, des syndicats et des employeurs. La BBC et la British Gazette refusèrent de s'en faire l'écho.
Pourtant, si les puissants antagonismes sociaux pouvaient évoquer l'idée d'une division en deux parties de la nation britannique à l'instar de ce qu'écrivait Benjamin Disraeli en 1845, on était loin de la révolution sociale. Même si cet épouvantail avait pour le gouvernement l'avantage de clarifier de manière manichéenne les enjeux, la société britannique, y compris le labour movement, fit à nouveau à cette occasion la démonstration de son profond légalisme : « personne n'entendit mettre en cause l'ordre public, ni même les institutions ». De ce point de vue, le match de football qui opposa pacifiquement à Plymouth policemen et grévistes fut particulièrement révélatrice du caractère malgré tout policé de l'événement et plus largement de la bonne santé de la démocratie britannique.

### Mobilisation de l'État et échec de la grève

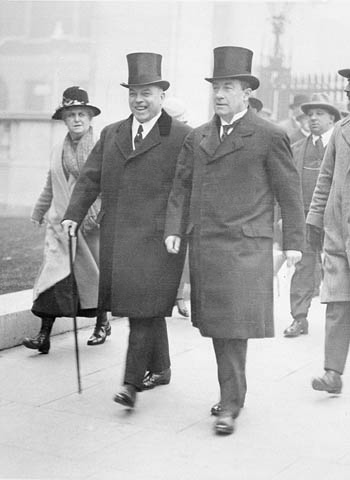
Le premier ministre Stanley Baldwin (à droite), le 19 octobre 1926

#### Engagement total de l'État dans le combat
Le gouvernement était décidé à défendre ses prérogatives face aux prétentions du mouvement social, considérant que la légitimité des grévistes n'était que de peu de poids face à celle d'un Parlement issu du suffrage universel. Il fit ainsi la démonstration de sa volonté de combat en proclamant l'état d'urgence dès le 1er mai en déployant l'armée dans les comtés industriels et en mettant en alerte la Royal Navy, dont certains bâtiments furent positionnés dans les estuaires.
Du reste, le gouvernement n'attendit pas le déclenchement des hostilités pour agir : durant les neuf mois de répit que lui avait ménagé l'enquête menée par Herbert Samuel, le gouvernement conservateur s'était préparé à la crise. Les possibilités offertes par le Supply and Transport Committee, organisme créé par Lloyd George pour assurer l'approvisionnement du pays en cas de grève, furent étendues. Au niveau régional, la création d'organismes tels que l'Organisation pour le Maintien de la production (« Organization for the Maintenance of Supplies, OMS »), destinés à assurer un service minimum dans les secteurs touchés, fut encouragée par le gouvernement, y compris en jouant la carte du patriotisme anti-bolchévique pour recruter des volontaires : ainsi, les extrémistes de droite, réunis dans un groupe prétendument apolitique (The Loyalists) se mirent massivement au service de l'OMS. Le gouvernement fit également usage de l'Emergency Powers Act de 1920 qui lui permettait de mobiliser soldats et bénévoles pour prendre le relais des grévistes et continuer à faire fonctionner l'économie. Au bout du compte, aux trois millions de grévistes firent face 323 000 volontaires antigrévistes, issus essentiellement des classes moyennes et supérieures souvent issues d'Oxbridge. Soucieux notamment d'empêcher toute paralysie des transports, ils furent mobilisés par l'État pour assurer, sous la protection et de l'armée et de la police, les services essentiels : conduite des bus et des trains, distribution de vivres et de combustible, etc. On distingue ici la dimension sociologique d'« affrontement de classes » de l'évènement.
La chronologie précise des différents évènements qui émaillèrent le conflit dans un laps de temps très resserré est assez confuse et contradictoire. Le 7 mai, les représentants du TUC et Herbert Samuel tentèrent une reprise des négociations. Entretemps, Churchill avait pris le contrôle des fournisseurs de papier ce qui rendit plus difficile la diffusion du discours du TUC via le British Worker. Le 8 mai, l'action des grévistes fut brisée temporairement sur les docks de Londres par l'intervention de l'armée qui ouvrit le chemin à des camions transportant de la nourriture vers Hyde Park. Le même jour, deux syndicats engagèrent une procédure judiciaire contre le TUC pour ne pas prendre part à la grève. Le juge Astbury leur donna raison et déclara la grève générale illégale, privant ainsi le TUC de la protection du Trade Disputes Act de 1903 et fragilisant la base financière du TUC par les amendes qu'il était susceptible de se voir imposer.

#### Indécision et capitulation du mouvement syndical

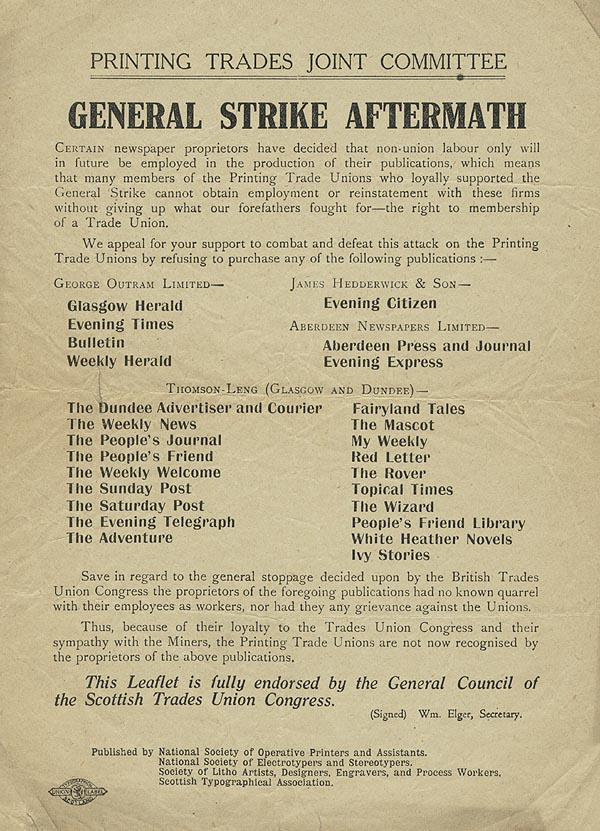
Appel au boycott des journaux dont la direction refuse par avance de réintégrer les travailleurs grévistes, mai 1926

Le TUC, travaillé par une puissante tendance modérée, ne pouvait en conscience assumer l'idée qu'il menait une grève « illégale », comme on l'accusait à la Chambre des communes. Cette gêne des dirigeants du TUC « témoigne de ce souci de la légalité qui indique le degré d'intégration des chefs du mouvement ouvrier »,. De fait, il semble que les syndicats, indécis voire inconstants, aient présumé de leur force et/ou reculé devant une confrontation de longue haleine : craignant que la paralysie qui gagnait progressivement toute l'économie déclenche « une vague d'impopularité dommageable à des syndicats déjà affaiblis par le chômage », leurs dirigeants jugeaient à la fois contre-productive et sans espoir la volonté des mineurs de refuser tout compromis, « contrairement aux syndiqués de base qui croyaient la victoire possible ». Rapidement, la tournure des évènements affola la plupart des élus travaillistes et les dirigeants modérés du TUC, qui n'eurent de cesse de saisir toutes les occasions possibles pour mettre fin au mouvement.
Le 12 mai 1926, après avoir repris langue avec Herbert Samuel, James Henry Thomas, « faisant état de prétendues promesses gouvernementales » selon lesquelles les travailleurs grévistes ne subiraient aucunes représailles, convainquit le conseil du TUC d'abandonner la lutte. Le jour même, le secrétaire général se rendit au 10 Downing Street pour annoncer la décision du syndicat d'appeler à la reprise du travail sur la base des conditions spécifiées dans le rapport de la commission Samuel. La décision hâtive du TUC s'apparenta en l'occurrence largement à une « capitulation sans condition », d'autant que le gouvernement Baldwin refusa de garantir un bon traitement pour les grévistes retournant au travail, considérant qu'il n'avait aucun moyen de l'imposer aux employeurs. Elle fut perçue par la base des grévistes comme une trahison, d'autant qu'aucun représentant des mineurs n'y avait participé. Mais la bouffée de colère qui relança la grève quelques jours ne dura pas et les mineurs se retrouvèrent bientôt seuls à poursuivre la lutte.

#### Résistance et échec des mineurs
Malgré la défection du TUC, les mineurs, dans l'amertume, résistèrent encore, « dans des souffrances terribles », pendant plus de six mois. Cependant, « réduits à la misère noire après avoir épuisé toutes les ressources de la solidarité », ils durent peu à peu rendre les armes : à la fin du mois de novembre, une grande partie des mineurs avait repris le travail. Le gouvernement, et notamment Churchill, avait pourtant relancé les négociations pour permettre aux mineurs une sortie honorable du conflit, mais il se heurta notamment à « l'arrogance de leurs patrons [et à] l'esprit revanchard de la plupart des barons conservateurs, biens décidés à faire payer aux mineurs le prix de leur défaite ». Beaucoup de travailleurs ayant pris part à la grève furent d'ailleurs renvoyés et inscrits sur une liste noire plusieurs années, et ceux qui reprirent leur poste durent accepter des journées plus longues et des salaires moindres.

## Conséquences du mouvement

### Échec et mutation du syndicalisme britannique

#### Fin de l'après-guerre social et affaiblissement durable du syndicalisme britannique
Même si les ouvriers firent « la preuve de leur force et de leur détermination, sans violence sociale ni crise politique », pour les syndicats, l'échec était sans appel. Il se concrétisa par une accélération de la chute, constatée depuis plusieurs années déjà, du nombre de syndiqués, qui passa ainsi de 5,5 millions en 1925 à 4,8 millions en 1928 : il fallut attendre le milieu des années 1930 pour voir la tendance s'inverser et le nombre de syndiqués repartir à la hausse, le niveau de 1926 n'étant dépassé qu'en 1938.
Le « fiasco total [de cette] confrontation maladroite entre le monde du travail et l'État allié au patronat (coalition derrière laquelle s'était rangé tout le parti de l'ordre) » eut des conséquences durables sur la combativité du monde ouvrier, les conséquences de la crise de 1929 s'ajoutant au cuisant souvenir de 1926 pour décourager les revendications des travailleurs : entre 1927 et 1939, on enregistra en moyenne trois millions de journées de travail perdues par fait de grève seulement, contre près de 45 millions par an entre 1919 et 1926. À elle seule, 1926 en avait comptées plus de 162 millions.
Au-delà de ces effets provisoires de l'échec, 1926 marqua la fin des espérances révolutionnaires nées de l'expérience bolchevique et de l'après-guerre social. Il faut dire que l'événement intervenait un peu à contretemps : comme le souligne François Bédarida, si « derrière cet épisode spectaculaire de la lutte entre le Capital et le Travail il convient de voir la dernière grande tentative révolutionnaire qui se soit produite en Angleterre », cette tentative était « anachronique en raison de son caractère tardif, dans la mesure où l'élan révolutionnaire, porté à son maximum en 1919-1920, était déjà retombé depuis un lustre » en Europe. 

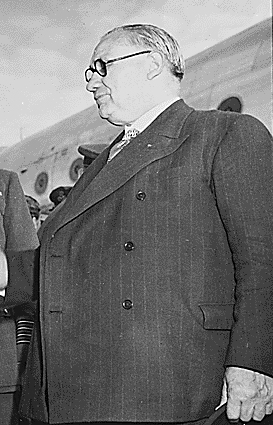
Ernest Bevin en 1945.

#### Vers un syndicalisme réformiste
Surtout, la débâcle de la grève générale porta, au Royaume-Uni, un coup fatal au syndicalisme révolutionnaire et entraîna l'abandon d'une certaine action ouvrière, fondée sur la guerre des classes, sur l'idée d'autogestion ouvrière et sur une grève générale élevée au rang de mythe ouvrier et considérée avec fascination depuis 1832 comme l'arme suprême du prolétariat. Beatrice Webb perçut le caractère décisif de l'affrontement dont elle était le témoin en mai 1926, évoquant « un tournant crucial dans l'histoire de la classe ouvrière britannique ».
De fait, l'échec ouvrit la voie, notamment avec Ernest Bevin, à un syndicalisme à la dimension réformiste assumée, « plus enclin à la négociation habilement menée qu'à l'affrontement »,. Les trade unions s'orientèrent alors vers la recherche d'avantages tangibles pour les travailleurs, mais à travers la négociation d'accords à long terme plutôt que l'affrontement social. Cependant, si la coopération prit alors le pas sur le conflit, les syndicats ne considéraient nullement que les intérêts des ouvriers recouvraient ceux des patrons : il s'agissait seulement d'éviter de coûteuses confrontations pour s'assurer plutôt des améliorations concrètes en s'appuyant sur ce qui fait force des salariés : le nombre, la discipline, l'organisation,. D'ailleurs, cette politique, loyalement suivie par les masses syndiqués, n'enleva rien à la profonde méfiance antipatronale de la base ouvrière : « même parmi les ouvriers les moins engagés ou les moins politisés affleure le sentiment qu'il y a bien un « mouvement » ouvrier, immense effort collectif, patiente défense des humbles et des petits contre les privilèges des gros ».

### Gouvernement et patronat: un éclatant triomphe?

#### Enfoncer le clou du triomphe conservateur: leTrade Disputes and Trade Union Act
Le gouvernement conservateur, pour sa part, triompha. Conscient de la traditionnelle prudence qui caractérisait les élites ouvrières (que l'on songe à l'échec de la grève de 1921 ou même, en remontant plus loin, à la modération des chefs chartistes en 1848), il avait su exploiter les possibilités offertes par le refus syndical plus ou moins assumé de l'illégalité et de la guerre de classes, « précieux tabous entre les mains d'hommes d'État expérimentés et déterminés ». En position de force, non seulement il ne respecta pas, au grand scandale des grévistes, sa promesse de négociations ultérieures, mais chercha en outre à exploiter son avantage. Dès 1927, il promulgua le Trade Disputes and Trade Union Act, véritable « législation de combat » à destination des ouvriers, des syndicats et du Labour party. Ce texte proscrivait la grève générale comme les grèves de solidarité, établissait de sévères restrictions aux piquets de grève et interdisait l'affiliation des syndicats de fonctionnaires au TUC. En outre, il imposait que tout syndiqué déclare explicitement, au moment de son adhésion, qu'il souhaitait qu'une part de sa cotisation participe au financement de partis politiques (principe de l’opting in plutôt que de l’opting out). L'objectif était clairement de porter un coup aux finances du Parti travailliste et il fut atteint : celles-ci, qui reposaient à 90 % sur les dons syndicaux, furent brusquement amputées d'un quart.

#### Une «victoire à la Pyrrhus»?
Cette volonté « plutôt réactionnaire » de transformer l'essai en humiliant et en limitant les possibilités d'action des syndicats avait l'avantage de répondre aux revendications patronales et de rassurer les classes moyennes effrayées par le spectre du bolchevisme. Cependant, comme le souligne François-Charles Mougel, « à moyen terme, elle a nui à l'image des Tories et radicalisé les maximalistes du Labour : les conséquences s'en feront encore sentir en 1945 », transformant le raide triomphe patronal en « victoire à la Pyrrhus ». En effet, en limitant l'enjeu à la question du niveau des salaires ouvriers plutôt qu'en envisageant dans toute sa dimension la question de la réorganisation nécessaire de charbonnages à la productivité déclinante, le gouvernement et le patronat, s'il enregistra un succès de court terme, fit « à son insu de la nationalisation de l'industrie charbonnière, revendication ancienne et fondamentale, une arme politique à moyen terme dont le Labour sut faire bon usage quelque vingt ans plus tard ».